# Rapistrum rugosum subsp. linnaeanum
Rapistrum rugosum subsp. linnaeanum é uma subespécie de planta com flor pertencente à família Brassicaceae. 
A autoridade científica da subespécie é (Coss.) Rouy & Foucaud, tendo sido publicada em Flore de France 2: 73. 1895.
Os seus nomes comuns são aneixa, aneixas, rinchão, saramago-da-rocha, saramago-de-semente-redonda ou saramago-rinchão.

## Portugal
Trata-se de uma subespécie presente no território português, nomeadamente em Portugal Continental e no Arquipélago da Madeira.
Em termos de naturalidade é nativa das duas regiões atrás indicadas.

## Protecção
Não se encontra protegida por legislação portuguesa ou da Comunidade Europeia.